# 臺灣港務公司
臺灣港務股份有限公司（簡稱臺灣港務公司、港務公司）是中華民國交通部出資成立的港務機構及國營企業，成立於2012年3月1日，主要業務為經營臺灣各商港。總公司設於高雄市，目前辦公室分別設於第3辦公廳、旅運大樓及蓬萊路底，未來將搬遷至苓雅區高雄港埠旅運中心。

## 歷史
2011年11月9日，總統令，制定公布《國營港務股份有限公司設置條例》。2011年12月13日，行政院令，《國營港務股份有限公司設置條例》定自2012年3月1日施行。
交通部參照國際先進海運國家採取「政企分離」之商港管理作法，於2012年3月1日將原分屬於基隆港務局、臺中港務局、高雄港務局及花蓮港務局的港務經營業務合併成立臺灣港務股份有限公司，而航務行政業務則另整合成立交通部航港局。由政府機關變成國營公司，讓法律和體制衍生的問題解套，加以解決原先缺乏應變市場變化的能力導致競爭力下降的問題。
臺灣港務公司總部最初設於高雄市三民區建國三路2之2號4樓（中華郵政高雄站前郵局），2016年搬遷至高雄市鼓山區蓬萊路10號（交通部高雄港務局棧埠管理處原址）。
2014年10月16日，臺灣港務公司與中華電信、世邦國際企業集團、泰銘公司合資成立「臺灣港務國際物流股份有限公司」（TIPL），總部設於臺北市松山區復興北路1號3樓，主要服務項目為國際貨物中轉貿易加值的物流業務；並配合逐一將高雄港、臺中港及臺北港的港區倉庫改為物流倉儲運籌中心。
2017年3月29日，臺灣港務公司與高雄市政府合資成立高雄港區土地開發公司，資本額新臺幣一億元（臺灣港務公司51%、高雄市政府49%），總部設於駁二藝術特區共創基地。
2017年11月，臺灣港務公司決定配合新南向政策，與陽明海運於印尼泗水港和當地業者合資貨櫃碼頭與貨運承攬，此為臺灣港務公司改制成國營公司後首宗海外投資案。
2018年10月10日，臺灣港務公司與陽明海運、德翔海運、台灣航業、中華郵政合資在新加坡成立「台源國際控股股份有限公司」，系統性推動新南向政策海外投資布局。
2020年4月22日，臺灣港務公司副總經理兼發言人王派峰表示，臺灣港務公司以公開徵購方式買下臺北市南京東路三段「貝斯美語大樓」8～9樓275.46坪辦公室，將供臺灣港務公司臺北聯絡處、台源國際控股與臺灣港埠協會使用，方便與大臺北地區的客戶聯繫；另考慮董事多數是在臺北市工作，未來臺灣港務公司儘量在臺北市召開董事會。

## 組織
依照《國營港務股份有限公司設置條例》，副總經理（不含）以下之從業人員不具公務員身分。總公司之下，設有若干分支機構以管理旗下之港口：主要國際港設置分公司，輔助港設置營業處，國內商港則設置管理處。

### 總公司

#### 營運階層
- 董事會：董事長
- 監察人
  - 稽核室（設總稽核）
  - 董事會秘書室
  - 總經理
  - 總經理辦公室（下設助理副總經理）
    - 執行副總經理
      - 副總經理兼分公司總經理（共4名）
      - 業務副總經理
        - 企劃處
        - 業務處
        - 港棧管理處
        - 投資事業處
        - 資訊處

      - 工程副總經理
        - 工程處

      - 行政副總經理
        - 職業安全衛生處
        - 財務處
        - 人力資源處
        - 政風處
        - 會計處
        - 秘書處
        - 法務處
        - 公共事務處

| 由業務、工程、行政副總經理負責 - 企劃處 - 業務處 - 港棧管理處 - 投資事業處 - 資訊處 - 工程處 - 職業安全衛生處 - 財務處 - 人力資源處 - 政風處 - 會計處 - 秘書處 - 法務處 - 公共事務處 | - 基隆港務分公司：設於基隆港，另分設蘇澳港營運處、臺北港營運處 - 臺中港務分公司：設於臺中港 - 高雄港務分公司：設於高雄港，另分設安平港營運處、馬公管理處、布袋管理處 - 花蓮港務分公司：設於花蓮港 - 臺灣港務國際物流公司：與中華電信、世邦集團、泰銘公司合資成立，總部設於臺北市 - 高雄港區土地開發公司：與高雄市政府合資，負責高雄港1-10號碼頭、16-18號碼頭及21號碼頭後線土地轉型商用不動產開發，組織採用總經理制經營，董事長由港務公司派任，總經理由高雄市政府派任。 - 臺灣港務港勤公司：提供港勤拖船服務及船舶修護服務 - 臺灣風能訓練公司：提供風電產業專業訓練 - 臺灣港務重工公司：與佳運公司合資成立，提供重件運輸服務 |

## 歷任負責人
| 姓名           | 就職時間       | 卸任時間       |
| 董事長         | 董事長         | 董事長         |
| -------------- | -------------- | -------------- |
| 蕭丁訓         | 2012年3月1日   | 2014年9月15日  |
| 張志清         | 2014年9月16日  | 2016年9月1日   |
| 吳盟分         | 2016年9月2日   | 2017年11月21日 |
| 吳宏謀         | 2017年11月22日 | 2018年7月15日  |
| 王國材（代理） | 2018年7月16日  | 2018年9月3日   |
| 吳宗榮         | 2018年9月4日   | 2019年10月7日  |
| 黃玉霖（代理） | 2019年10月8日  | 2020年3月25日  |
| 李賢義         | 2020年3月26日  | 現任           |
| 總經理         |                |                |
| 李泰興         | 2012年3月1日   | 2016年10月10日 |
| 郭添貴         | 2016年10月11日 | 2019年6月16日  |
| 陳劭良         | 2019年6月17日  | 2024年9月4日   |
| 王錦榮         | 2024年9月5日   | 現任           |